# Susie Amy
 (décembre 2013).
Si vous disposez d'ouvrages ou d'articles de référence ou si vous connaissez des sites web de qualité traitant du thème abordé ici, merci de compléter l'article en donnant les références utiles à sa vérifiabilité et en les liant à la section « Notes et références ».
Pour les articles homonymes, voir Amy.
Susie Amy est une actrice britannique née le 17 avril 1981 à Londres.

## Biographie
Susie Amy est née le 17 avril 1981. Son père est Ron Amy (OBE), l'ancien président de l'Association nationale des fonds de pension (National Association of Pension Funds), et sa mère est Evelyn Amy, professeure en école primaire. Ses parents ont divorcé, et son père s'est remarié. Amy a une sœur, Lynn, qui est une généticienne réputée. Amy a été élevée dans le Surrey et a fréquenté la Sir William Perkins's School à Chertsey, mais alla ensuite au Strode's College.

## Filmographie
- 2001 : Ma tribu - Donna
- 2002 : Femme$ de footballeurs - Chardonnay Lane Pascoe
- 2003 : Modigliani - Beatrice Hastings
- 2003 : Femme$ de footballeurs - Chardonnay Lane Pascoe
- 2004 : La Femme mousquetaire - Valentine D'Artagnan
- 2004 : Femme$ de footballeurs - Chardonnay Lane
- 2005 : Le piège - Claire
- 2009 : Psych 9 (en) - Anne Marks
- 2009 : Lesbian Vampire Killers - Blonde
- 2010 : The Wicker Tree
- 2010 : Pimp de Robert Cavanah - Tammy
- 2010 : Bonded by Blood - Donna Jagger
- 2016 : Meurtres au paradis (Death in Paradise) : S05E05 : Ella Thomas